# Soleymieu
Ne doit pas être confondu avec les communes de la Loire de  Soleymieux et Saint-Jean-Soleymieux.
Soleymieu est une commune française située dans le département de l'Isère en région Auvergne-Rhône-Alpes.
Ses habitants sont dénommés les Soleymiards.

## Géographie

### Situation et description
La commune est située, dans la partie septentrionale du département de l'Isère, au nord-est de Bourgoin-Jallieu (et donc à l'est de Lyon), dans la partie méridionale de l'Isle-Crémieu.
Le territoire communal et le bourg central de Trept sont traversés par l'ancienne Route nationale 517 (actuelle RD 517) qui relie les villes de Morestel et de Crémieu.

### Climat
Pour des articles plus généraux, voir Climat d'Auvergne-Rhône-Alpes et Climat de l'Isère.
En 2010, le climat de la commune est de type climat des marges montargnardes, selon une étude du Centre national de la recherche scientifique s'appuyant sur une série de données couvrant la période 1971-2000. En 2020, Météo-France publie une typologie des climats de la France métropolitaine dans laquelle la commune est exposée à un climat de montagne ou de marges de montagne et est dans la région climatique  Alpes du nord, caractérisée par une pluviométrie annuelle de 1 200 à 1 500 mm, irrégulièrement répartie en été. 
Pour la période 1971-2000, la température annuelle moyenne est de 11 °C, avec une amplitude thermique annuelle de 17,8 °C. Le cumul annuel moyen de précipitations est de 1 118 mm, avec 10,2 jours de précipitations en janvier et 7,1 jours en juillet. Pour la période 1991-2020, la température moyenne annuelle observée sur la station météorologique de Météo-France la plus proche, « Montagnieu », sur la commune de Montagnieu à 13 km à vol d'oiseau, est de 12,4 °C et le cumul annuel moyen de précipitations est de 1 099,9 mm,. Pour l'avenir, les paramètres climatiques de la commune estimés pour 2050 selon différents scénarios d'émission de gaz à effet de serre sont consultables sur un site dédié publié par Météo-France en novembre 2022.

## Urbanisme

### Typologie
Au 1er janvier 2024, Soleymieu est catégorisée commune rurale à habitat dispersé, selon la nouvelle grille communale de densité à sept niveaux définie par l'Insee en 2022.
Elle est située hors unité urbaine et hors attraction des villes,.

### Occupation des sols
L'occupation des sols de la commune, telle qu'elle ressort de la base de données européenne d’occupation biophysique des sols Corine Land Cover (CLC), est marquée par l'importance des territoires agricoles (62,5 % en 2018), une proportion identique à celle de 1990 (62,5 %). La répartition détaillée en 2018 est la suivante : 
zones agricoles hétérogènes (35,9 %), forêts (26,8 %), terres arables (26,5 %), zones humides intérieures (5 %), eaux continentales (2,6 %), zones urbanisées (2,3 %), espaces verts artificialisés, non agricoles (0,8 %). L'évolution de l’occupation des sols de la commune et de ses infrastructures peut être observée sur les différentes représentations cartographiques du territoire : la carte de Cassini (XVIIIe siècle), la carte d'état-major (1820-1866) et les cartes ou photos aériennes de l'IGN pour la période actuelle (1950 à aujourd'hui).

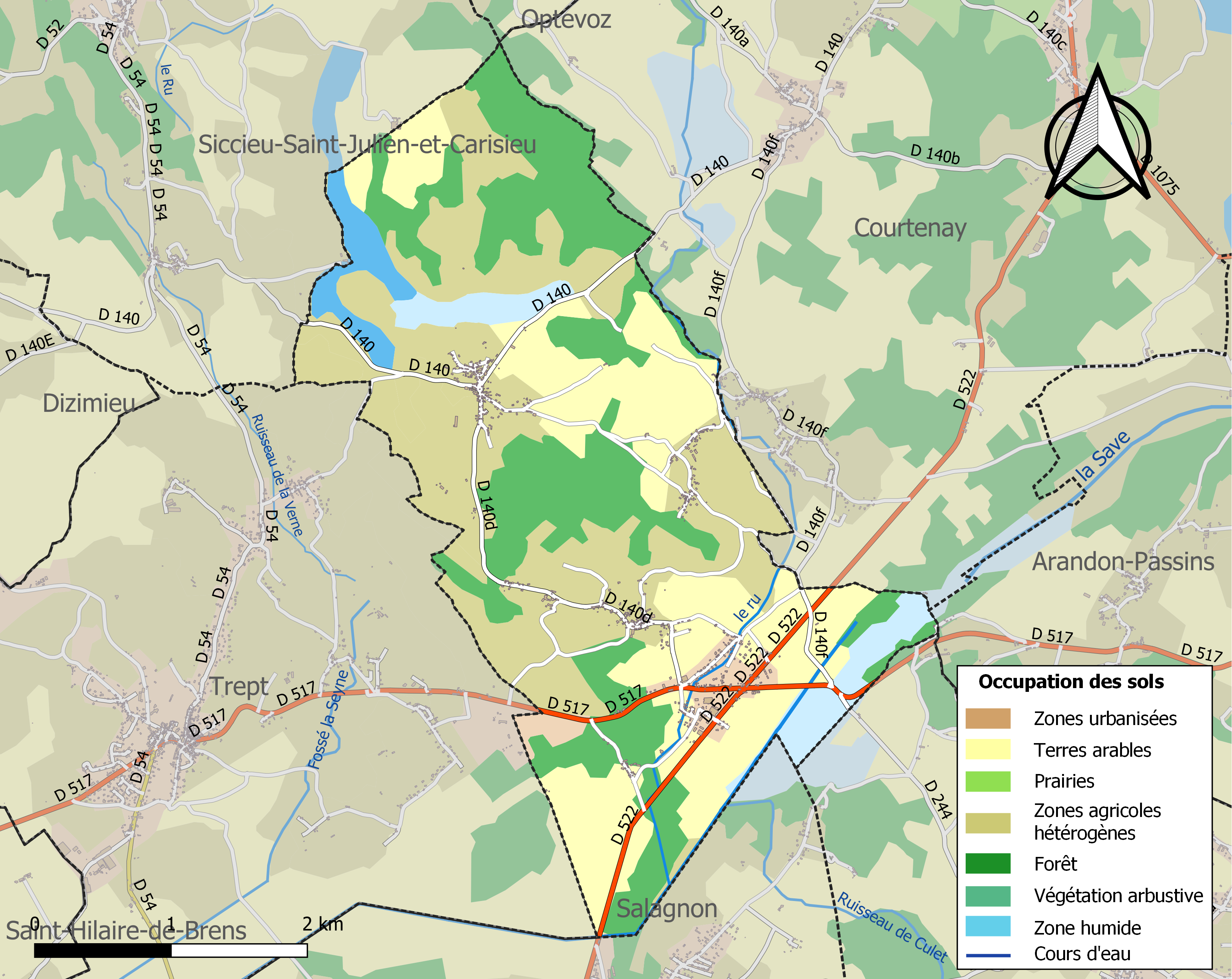
Carte des infrastructures et de l'occupation des sols de la commune en 2018 (CLC).

### Habitat et logement
En 2019, le nombre total de logements dans la commune était de 390, alors qu'il était de 331 en 2014 et de 312 en 2009.
Parmi ces logements, 80,7 % étaient des résidences principales, 10,1 % des résidences secondaires et 9,3 % des logements vacants. Ces logements étaient pour 89,7 % d'entre eux des maisons individuelles et pour 9,5 % des appartements.
Le tableau ci-dessous présente la typologie des logements à Soleymieu en 2019 en comparaison avec celle de l'Isère et de la France entière. Une caractéristique marquante du parc de logements est ainsi une proportion de résidences secondaires et logements occasionnels (10,1 %) supérieure à celle du département (8,3 %) et à celle de la France entière (9,7 %). Concernant le statut d'occupation de ces logements, 77 % des habitants de la commune sont propriétaires de leur logement (79,9 % en 2014), contre 61,1 % pour l'Isère et 57,5 pour la France entière.
| Typologie                                               | Soleymieu | Isère | France entière |
| ------------------------------------------------------- | --------- | ----- | -------------- |
| Résidences principales (en %)                           | 80,7      | 83,9  | 82,1           |
| Résidences secondaires et logements occasionnels (en %) | 10,1      | 8,3   | 9,7            |
| Logements vacants (en %)                                | 9,3       | 7,8   | 8,2            |

### Risques naturels et technologiques majeurs

#### Risques sismiques
L'ensemble du territoire de la commune de Soleymieu est situé en zone de sismicité n°3 (sur une échelle de 1 à 5), comme la plupart des communes de son secteur géographique.
| Type de zone | Niveau            | Définitions (bâtiment à risque normal) |
| ------------ | ----------------- | -------------------------------------- |
| Zone 3       | Sismicité modérée | accélération = 1,1 m/s2                |

## Histoire

### Antiquité
La région de Soleymieu se situe dans la partie occidentale du territoire antique des Allobroges, ensemble de tribus gauloises occupant l'ancienne Savoie, ainsi que la partie du Dauphiné, située au nord de la rivière Isère.

### Ancien Régime
Soleymieux est une paroisse de la province royale du Dauphiné durant l'Ancien Régime.

### Époque contemporaine

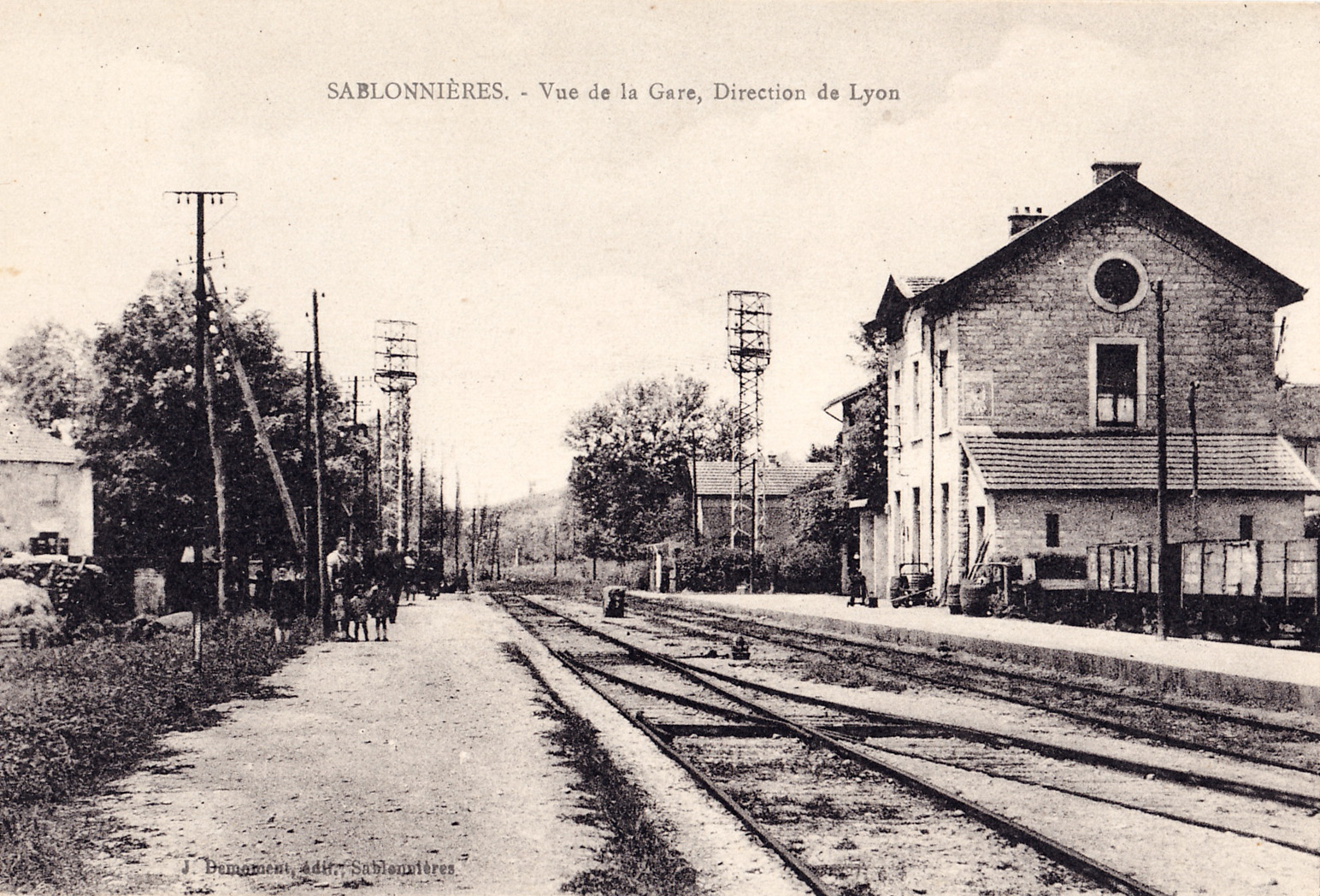
La gare de Sablonnières.

La commune dispose de 1881 à 1947 d'une gare à Sabonnières sur le chemin de fer de l'Est de Lyon (CFEL). Le trafic marchandises cesse en 1960.

Horaires du CFEL
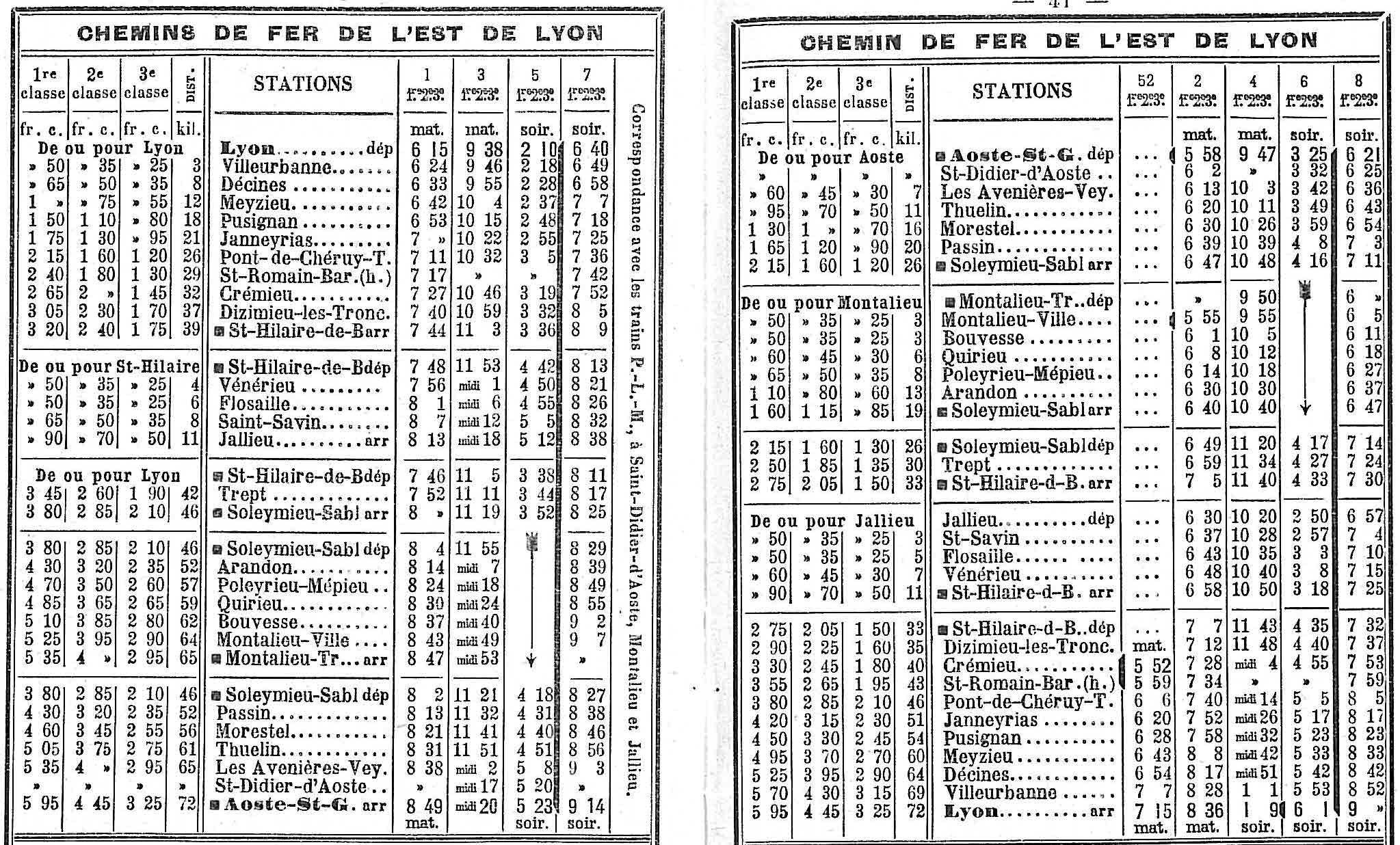
Été 1906.
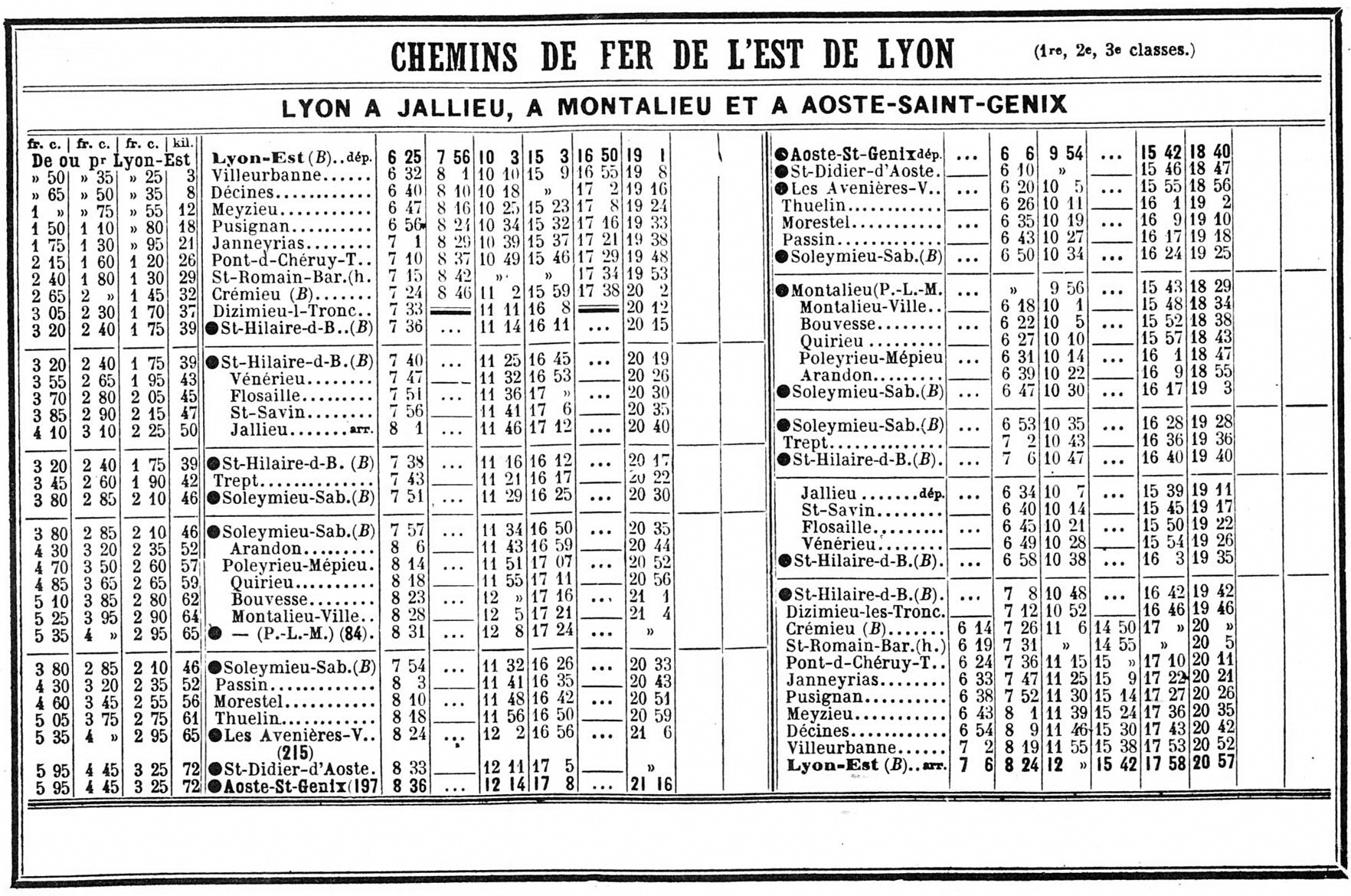
Mai 1914.

## Politique et administration

### Rattachements administratifs et électoraux

#### Rattachements administratifs
La commune se trouve  dans l'arrondissement de la Tour-du-Pin du département de l'Isère.
Elle faisait partie depuis 1801 du canton de Crémieu. Dans le cadre du redécoupage cantonal de 2014 en France, cette circonscription administrative territoriale a disparu, et le canton n'est plus qu'une circonscription électorale.

#### Rattachements électoraux
Pour les élections départementales, la commune est membre depuis 2014 du  canton de Morestel
Pour l'élection des députés, elle fait partie de la sixième circonscription de l'Isère.

### Intercommunalité
Soleymieux était membre de la communauté de communes de l'Isle-Crémieu, un établissement public de coopération intercommunale (EPCI) à fiscalité propre créé en 2000 et auquel la commune avait transféré un certain nombre de ses compétences, dans les conditions déterminées par le code général des collectivités territoriales.
Dans le cadre des dispositions de la loi portant nouvelle organisation territoriale de la République du 7 août 2015, qui prévoit que les établissements publics de coopération intercommunale (EPCI) à fiscalité propre doivent avoir un minimum de 15 000 habitants, cette intercommunalité a fusionné avec sa voisine pour former, le 1er janvier 2017, la communauté de communes Les Balcons du Dauphiné dont est désormais membre la commune.

### Liste des maires
| Période                                  | Période                    | Identité                  | Étiquette | Qualité        |
| ---------------------------------------- | -------------------------- | ------------------------- | --------- | -------------- |
| Les données manquantes sont à compléter. |                            |                           |           |                |
| avant 1988                               |                            | Célestin Vidon            |           |                |
| Les données manquantes sont à compléter. |                            |                           |           |                |
| mars 2001                                | juillet 2020               | Yves Ginon                |           |                |
| juillet 2020                             | septembre 2021             | Luc Foissier              |           | Démissionnaire |
| décembre 2021                            | En cours (au 14 mars 2022) | Stéphane Bouchex-Bellomie |           |                |

## Équipements et services publics

### Enseignement
La commune est rattachée à l'académie de Grenoble.

## Population et société

### Démographie
L'évolution du nombre d'habitants est connue à travers les recensements de la population effectués dans la commune depuis 1793. Pour les communes de moins de 10 000 habitants, une enquête de recensement portant sur toute la population est réalisée tous les cinq ans, les populations de référence des années intermédiaires étant quant à elles estimées par interpolation ou extrapolation. Pour la commune, le premier recensement exhaustif entrant dans le cadre du nouveau dispositif a été réalisé en 2008.

En 2022, la commune comptait 849 habitants, en évolution de +9,83 % par rapport à 2016 (Isère : +3,07 %, France hors Mayotte : +2,11 %).
| 1793 | 1800 | 1806 | 1821 | 1831 | 1836 | 1841 | 1846 | 1851 |
| ---- | ---- | ---- | ---- | ---- | ---- | ---- | ---- | ---- |
| 740  | 573  | 509  | 638  | 669  | 690  | 778  | 792  | 720  |

| 1856 | 1861 | 1866 | 1872 | 1876 | 1881 | 1886 | 1891 | 1896 |
| ---- | ---- | ---- | ---- | ---- | ---- | ---- | ---- | ---- |
| 778  | 806  | 771  | 721  | 643  | 642  | 647  | 687  | 642  |

| 1901 | 1906 | 1911 | 1921 | 1926 | 1931 | 1936 | 1946 | 1954 |
| ---- | ---- | ---- | ---- | ---- | ---- | ---- | ---- | ---- |
| 646  | 604  | 545  | 479  | 467  | 410  | 388  | 340  | 326  |

| 1962 | 1968 | 1975 | 1982 | 1990 | 1999 | 2006 | 2008 | 2013 |
| ---- | ---- | ---- | ---- | ---- | ---- | ---- | ---- | ---- |
| 287  | 277  | 274  | 377  | 434  | 574  | 660  | 683  | 747  |

| 2018 | 2022 | - | - | - | - | - | - | - |
| ---- | ---- | - | - | - | - | - | - | - |
| 780  | 849  | - | - | - | - | - | - | - |

### Médias
Historiquement, le quotidien à grand tirage Le Dauphiné libéré consacre, chaque jour, y compris le dimanche, dans son édition du Nord-Isère, un ou plusieurs articles à l'actualité à la communauté de communes, du canton, ainsi que des informations sur les manifestations locales, les travaux routiers, et autres événements divers à caractère local.

## Culture et patrimoine

### Lieux et monuments
- Le château de Montagnieu, ou maison forte de Couvaloup-Montagnieu[21], des XIVe et XVe siècles[21], fait l'objet d'une inscription partielle au titre des monuments historiques par arrêté du 18 octobre 1979[22].
- Vestiges du château fort des Dauphins, du XIIe siècle, situé au sud du hameau du Vieux Sablonnières[21].
- Église Saint-Romain de Soleymieu

### Personnalités liées à la commune
- Henri de Montagnieu passe pour avoir été le premier seigneur[réf. nécessaire] de la maison forte de Montagnieu en 1347, qui est hommagée par Amblard de Machy en 1363[23] puis en 1375[réf. nécessaire]. Le 24 juillet 1430, Arthaud de Machy rédige son testament dans la chapelle de la maison forte.[réf. nécessaire]

### Héraldique
| Blason de Soleymieu | Blason  | D'or à la vergette de sable adextrée d'un lion de gueules et senestrée d'un dauphin d'azur, barbé, crêté, lorré, oreillé et peautré de gueules. |
| Blason de Soleymieu | Détails | Adopté par la municipalité. |